# 厄伊 (埃纳省)
厄伊（法語：Œuilly，法語發音：[œji]）是法国上法蘭西大區埃纳省的一个市镇，属于拉昂区。

## 地理
厄伊（49°23'24"N, 3°41'17"E）面积2.86 平方千米，位于法国上法蘭西大區埃纳省，该省份为法国北部内陆省份，北起北部省，西接索姆省和瓦兹省，东临阿登省和马恩省，西南至塞纳-马恩省，东北部与比利时接壤。
与厄伊接壤的市镇（或旧市镇、城区）包括：布尔和科曼、屈西和热尼、迈济、帕尔尼昂、莱塞特瓦隆。

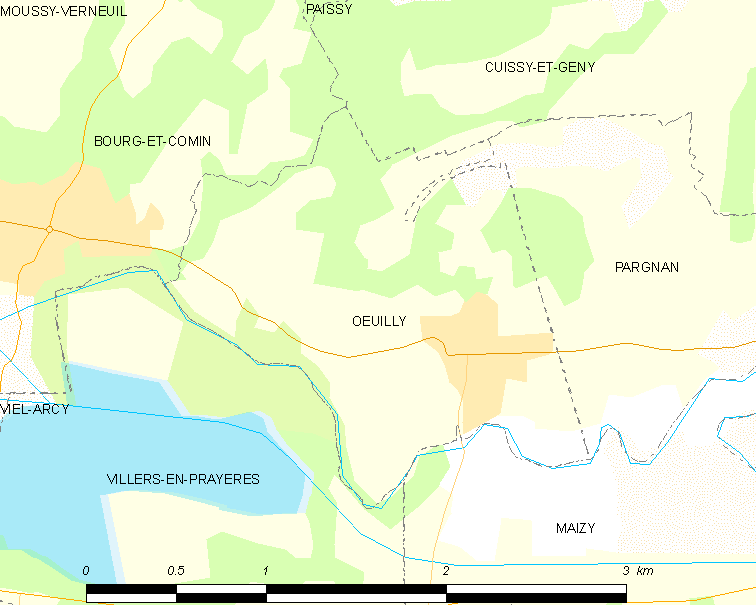
的OSM定位图

厄伊的时区为UTC+01:00、UTC+02:00（夏令时）。

## 行政
厄伊的邮政编码为02160，INSEE市镇编码为02565。

## 政治
厄伊所属的省级选区为埃纳河畔新城县。

## 人口

1962-2008年间人口变化图示

厄伊于2022年1月1日时的人口数量为295人。